# Polymixis shensiana
Polymixis shensiana är en fjärilsart som beskrevs av  1950. Polymixis shensiana ingår i släktet Polymixis och familjen nattflyn. Inga underarter finns listade i Catalogue of Life.